# Tesouro de Pereschepina
O tesouro de Pereschepina é uma das descobertas mais importantes da arqueologia da Ucrânia.
Foi descoberto em 1912 pelo acidente de dois meninos brincando nas estepes de um monte perto do rio Dniepre, perto de Poltava. Contém mais de 800 itens, incluindo ouro. Pertencia a Cubrato e possui artefatos Avar, cazar, iraniano, bizantino e outros, incluindo imagens do Kama Sutra.
Mais valioso, no entanto, é o monograma do governante e da espada, que saiu da Rússia pela primeira vez em 24 de maio de 2019, quando mostrado a Audrey Azoulay. A espada foi procurada por Alfred Rosenberg, um presente especial para Adolf Hitler, porque foi apresentada à grão-cã da Antiga Grande Bulgária pelo imperador Heráclio, que é seu padrinho cristão.